# Carl Mayet
Carl Mayet (nacido el 11 de agosto de 1810 en Berlín, fallecido el 18 de mayo de 1868 en  Szczecin) fue un maestro alemán de ajedrez.

## Biografía
Mayet provenía de una familia hugonote. Fue hasta 1828, estudiante de la más antigua escuela existente en Berlín, Berlinisches Gymnasium zum Grauen Kloster, y luego estudió Derecho en Berlín y Heidelberg. Junto a Ludwig Bledow , Paul Rudolph von Bilguer, Tassilo von Heydebrand und der Lasa  y su primo Wilhelm Hanstein, después de 1836, fue uno de los jugadores más importantes de Berlín y miembro del grupo denominado las Pléyades de Berlín, la Escuela de Ajedrez de Berlín.
Contribuyó con su valioso análisis de la apertura en la Apertura española, también denominada Apertura Rui López, en la primera edición del Manual Bilguerschen Handbuchs.
Mayet trabajó como abogado y notario en el Tribunal Municipal de Berlín, donde había sido trasladado durante los primeros años después de 1840 desde Potsdam y Szczecin. Regresó a la capital prusiana,  en la década de 1850, y luego quedó como el último jugador en activo de las Pléyades.
Además de los campeonatos en los círculos de Berlín, se enfrentó a jugadores ( sobre todo en Londres ) como József Szén ( año 1839, +2 = 1), Augustus Mongredien ( año 1845, +3 -3 = 1), en 1847, derrotó a Alexander Ferdinand von der Goltz ( +14 -9 = 1 ), Daniel Harrwitz ( a comienzos del 1847/48,  +2 -5 =2 y Jean Dufresne ( año 1853, +5 -7 ). En 1852, perdió contra Frederic Deacon ( +2 -5 =0 ). Entre 1850 y 1868 Mayet a menudo jugó contra Adolf Anderssen , cuando visitaba Berlín.
En 1851, Mayet participó en el Torneo de ajedrez de Londres de 1851, primer Torneo Internacional de Ajedrez de la historia con vocación de continuidad, pero sucumbió en la primera ronda contra Hugh Alexander Kennedy y se retiró. También participó en 1853 el Campeonato de la Sociedad de Berlín de Ajedrez, quedando tercero, por detrás del vencedor, Jean Dufresne, y Max Lange.
En el mismo año, perdió un encuentro contra Dufresne ( +5 -7 =0 ). En 1855 , perdió contra Anderssen ( +6 -14 =1 ). En 1856 , perdió ante Thomas Wiegelmann ( +2 -4 ). El 1859 , perdió un encuentro contra Anderssen ( +1 -7 ). En 1865 , perdió nuevamente contra Anderssen ( +2 -5 =1 ). En 1866 , perdió contra Gustav Neumann ( +0 -6 =1).

## Aporte teórico al ajedrez
La teoría del ajedrez se vio enriquecida por las partidas de Mayet contra Daniel Harrwitz , en las que introdujo por primera vez algunas maniobras nuevas. Además, en 1847 , Mayet fue uno de los investigadores que promocionaron la Defensa berlinesa y el potencial perturbador del caballo berlinés ( el caballo negro de f6 ). En 1848 , jugó la primera partida en la que se vio la Trampa del elefante. Además, tenía tendencia a buscar posiciones con desequilibrio de material, especialmente entregando la Dama a cambio de material diverso.